# Marco Sau
Marco Sau (Sorgono, 3 novembre 1987) è un calciatore italiano, attaccante svincolato.

## Biografia
Figlio di Gilberto e Stefania, ha una sorella, Carlotta, e due fratelli, Davide (nato due anni prima di lui) e Antonio.

## Caratteristiche tecniche
Nasce come punta centrale ma le sue caratteristiche fisiche e l'attinenza tattica sommate a una buona tecnica, velocità e resistenza fanno di lui una seconda punta ideale, abile a disimpegnarsi con entrambi i piedi. La sua carriera è stata costellata da numerosi infortuni di tipo muscolare che ne hanno ridotto le presenze in campo.

## Carriera

### Club

#### Dalle giovanili del Cagliari all'exploitalla Juve Stabia
Originario di Tonara, cresce nelle giovanili della squadra locale dove gioca per circa nove stagioni consecutive. Nel 2000 si trasferisce in Scozia per tre mesi. Durante questo periodo ha l'occasione di giocare per alcuni mesi nella squadra locale giovanile del Gourock Youth A.C., dove risiedeva, ed effettuando qualche allenamento anche con le giovanili del Livingston.
Nel 2005 passa al Cagliari, dove giocherà per due stagioni nella Primavera. Il 18 agosto 2007 viene mandato in prestito al Manfredonia, dove segna 10 delle 24 reti segnate in totale dalla squadra pugliese, che chiude all'ultimo posto in classifica.
La stagione successiva va in prestito all'AlbinoLeffe nella trattativa che porta Federico Marchetti alla squadra sarda. Con la maglia dell'Albinoleffe scende in campo 18 volte senza mai segnare. Il 16 luglio 2009 passa al Lecco che acquisisce metà del suo cartellino. Con la maglia del Lecco colleziona 30 presenze andando a segno 4 volte. La stagione successiva il Cagliari riscatta la metà del cartellino per mandarlo in prestito il 23 luglio 2010 al Foggia, dove segna 20 gol in 33 presenze, sotto la guida di Zdeněk Zeman.
Sau diventa per poche settimane un giocatore del Foggia a titolo definitivo, in quanto la società fa valere il diritto di riscatto (venendo meno agli accordi presi con i dirigenti del Cagliari); ma non avendo versato le fidejussioni per il riscatto dello stesso, il presidente cagliaritano Cellino decide di mettere in mora il club foggiano per inadempienza, riportando il giocatore in Sardegna. Il 31 agosto 2011 passa in prestito alla Juve Stabia. Esordisce con la maglia della squadra campana il 4 settembre 2011 nella partita contro il Crotone finita 0-0.

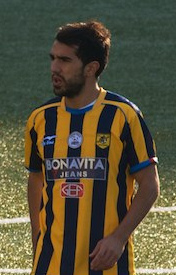
Sau alla Juve Stabia nel 2012

Segna il suo primo gol con la maglia delle Vespe il 1º ottobre 2011 nella partita contro la Reggina vinta per 2-1. Realizza la sua prima doppietta il 26 novembre 2011 contro il Grosseto, partita vinta per 3-0. Conclude la sua migliore stagione con 36 presenze e 21 gol segnati in campionato terminando al 2º posto nella classifica marcatori dietro a Ciro Immobile del Pescara. Inoltre, la rete realizzata contro la Sampdoria a Marassi gli vale il premio per il gol più spettacolare del campionato di Serie B 2011-2012.

#### Il ritorno al Cagliari e l'esordio in Serie A
Nell'estate del 2012 torna al Cagliari. Durante questo periodo il Foggia, tramite la finanziaria controllante il club pugliese, deposita al tribunale della stessa città un ricorso contro la società sarda in modo da ottenere il sequestro del cartellino del giocatore, atto a impedirne l'utilizzo o la cessione ad altri club professionistici: motivo della diatriba una presunta firma falsa apposta il 31 agosto 2011 da Sau sul contratto di cessione dal Foggia al Cagliari. Il 21 settembre lo stesso tribunale foggiano respinge il ricorso del club rossonero, in quanto Sau avrebbe riconosciuto come propria la sottoscrizione al contratto di cessione tra i due club.
Segna il suo primo gol con la maglia rossoblu all'esordio in Serie A nei minuti finali di Palermo-Cagliari 1-1 del 15 settembre, mentre realizza la sua prima doppietta in Serie A nella partita Inter-Cagliari (2-2) del 18 novembre dello stesso anno. Il 5 gennaio 2013 in occasione della partita Lazio-Cagliari, segna il goal dell'1-0 (partita poi finita 2-1 per i padroni di casa), realizzando quindi il primo gol del 2013 del campionato di Serie A.
Il 17 febbraio segna la seconda doppietta stagionale, la prima del 2013, nella partita vinta in trasferta per 2-0 dal Cagliari contro il Pescara, raggiungendo così la quota di 10 gol stagionali, e diventando, inoltre, il primo calciatore sardo ad andare in doppia cifra nel campionato di Serie A con la maglia della squadra isolana. Nell'ultima parte di stagione accusa un leggero calo di forma a causa di alcuni problemi fisici, concludendo il campionato con 12 reti all'attivo, con una percentuale di tiri nello specchio della porta pari all'81%, la maggiore tra tutti i calciatori di Serie A che hanno effettuato almeno dieci conclusioni verso la porta.
Nella stagione successiva, Sau non riesce a esprimersi sui livelli precedenti a causa di vari fattori, tra i quali una scarsa condizione fisica e alcune incomprensioni tattiche con l'allenatore Diego Luis López. Conclude la stagione con 6 reti realizzate in 30 presenze di campionato.
Nella stagione 2014-2015 ritrova il suo ex allenatore ai tempi del Foggia, Zdeněk Zeman. Dopo un avvio di stagione promettente, in cui riesce a segnare 4 gol nelle prime 8 gare di campionato, il 9 novembre 2014 si trova costretto a lasciare il campo a causa di un infortunio all'adduttore nel corso della partita Cagliari-Genoa (1-1) dell'11ª giornata. Ritorna in campo due mesi più tardi in occasione della sfida di Coppa Italia Parma-Cagliari (2-1) del 14 gennaio 2015, segnando la rete del momentaneo pareggio. Al termine della sfortunata stagione, conclusasi con la retrocessione del Cagliari in Serie B, risulta essere il miglior marcatore della squadra con 9 gol in 30 presenze tra campionato e coppa nazionale.
Rimasto in forze al sodalizio isolano anche in cadetteria, Sau è protagonista di una stagione altalenante, anche questa condizionata dai numerosi infortuni. Riesce comunque a realizzare 10 reti in campionato, conclusosi con la promozione della sua squadra in A, e 1 in Coppa Italia, quest'ultima decisiva nella vittoria e nel passaggio del turno contro il Sassuolo.
Durante la stagione successiva, sfruttando le sue caratteristiche di giocatore brevilineo e votato al sacrificio, l'allenatore Massimo Rastelli gli ritaglia una nuova posizione in campo più larga e arretrata, venendo impiegato in un ruolo di copertura a difesa del centrocampo e della retroguardia. Ciò influisce inevitabilmente sulla sua vena realizzativa in campionato, che chiude con 7 reti in 34 presenze. Con il gol segnato al Sassuolo alla 37ª giornata (sconfitta per 6-2), Sau diventa il calciatore sardo ad aver segnato il maggior numero di gol in Serie A con la maglia del Cagliari con 32 centri, davanti a Luigi Piras (31), Andrea Cossu (12), Pietro Paolo Virdis (11), Vittorio Pusceddu (10) e Gianfranco Zola (9).
Il 10 settembre 2017, nella sfida della 3ª giornata della stagione 2017-2018 contro il Crotone, segna la prima rete alla Sardegna Arena, nuovo impianto della squadra cagliaritana. Si ripete contro la SPAL dopo un digiuno di 13 partite consecutive, chiudendo la stagione con 2 reti all'attivo.
La prima parte della stagione successiva vede confermare le sue difficoltà in fase realizzativa, con un solo gol messo a segno contro la Roma alla 15ª giornata. Durante la fase invernale di calciomercato lascia il Cagliari, dopo sette stagioni e 49 gol segnati con la maglia rossoblù.

#### Sampdoria e Benevento
Il 31 gennaio 2019 passa a titolo definitivo alla Sampdoria. Debutta con i blucerchiati il 10 febbraio in occasione della sconfitta casalinga col Frosinone (0-1), subentrando ad Albin Ekdal. Chiude l'annata con 5 presenze, tutte da subentrato, senza andare in gol.
Il 22 luglio 2019 viene ceduto a titolo definitivo al Benevento. Debutta con le streghe l'11 agosto nella sfida del terzo turno di Coppa Italia, subentrando a Samuel Armenteros, mentre il primo gol arriva il 16 settembre, siglando il definitivo 2-0 in casa della Salernitana. Il 29 dicembre dello stesso anno realizza una tripletta decisiva nella vittoria per 4-0 in casa contro l'Ascoli. Con 13 gol contribuisce al ritorno in massimo serie del club campano. Rimane svincolato al termine della stagione 2021-2022.

#### Feralpisalò
Il 25 febbraio 2023, Sau si accorda con la Feralpisalò, in Serie C, con cui firma un contratto valido fino al 30 giugno seguente, con opzione di rinnovo in caso di promozione. Esordisce con la Feralpisalò il 5 marzo, entrando al 86' al posto di Simone Guerra, nella partita vinta fuoricasa 4-1 contro il Renate. Conclude la stagione con 5 presenze, e vista la promozione ottenuta dalla Feralpisalò rinnova il contratto. Il 20 agosto, esordisce nel campionato di serie B facendo ritorno nel campionato cadetto dopo più di un anno d'assenza, entrando al 75' di Parma-Feralpisalò, finita 2-0 a favore dei padroni di casa. L'11 novembre firma anche la prima rete in serie B con i lombardi nel pareggio interno per 3-3 contro il Bari.

### Nazionale
Il 16 maggio 2013 viene convocato per la prima volta nella nazionale italiana dal CT Cesare Prandelli che lo inserisce nella lista dei 31 convocati in vista dell'amichevole contro San Marino e del match di qualificazione ai Mondiali 2014 contro la Rep. Ceca. Il 31 maggio esordisce nella partita contro San Marino, al 49º al posto di Giacomo Bonaventura, mentre successivamente viene escluso dalla rosa partecipante alla gara di qualificazione e alla FIFA Confederations Cup 2013. Dal 10 al 12 marzo 2014 è stato convocato dal CT della nazionale maggiore Cesare Prandelli per uno stage organizzato allo scopo di visionare giovani giocatori in vista dei Mondiali 2014.

### Controversie
Nel maggio 2025, per aver effettuato scommesse illegali (circa 5.000 puntate) quando giocava con la maglia del Benevento (2022-2023), patteggia una multa di 15.000 euro e una squalifica di 18 mesi di cui 9 vengono commutati in prescrizioni alternative.

## Statistiche

### Presenze e reti nei club
Statistiche aggiornate al 13 gennaio 2024.
| Stagione           | Squadra            | Campionato         | Campionato | Campionato | Coppe nazionali | Coppe nazionali | Coppe nazionali | Coppe continentali | Coppe continentali | Coppe continentali | Altre coppe | Altre coppe | Altre coppe | Totale | Totale |
| Stagione           | Squadra            | Comp               | Pres       | Reti       | Comp            | Pres            | Reti            | Comp               | Pres               | Reti               | Comp        | Pres        | Reti        | Pres   | Reti   |
| ------------------ | ------------------ | ------------------ | ---------- | ---------- | --------------- | --------------- | --------------- | ------------------ | ------------------ | ------------------ | ----------- | ----------- | ----------- | ------ | ------ |
| 2007-2008          | Manfredonia        | C1                 | 31         | 10         | CI-C            | 1               | 1               | -                  | -                  | -                  | -           | -           | -           | 32     | 11     |
| 2008-2009          | AlbinoLeffe        | B                  | 18         | 0          | CI              | 0               | 0               | -                  | -                  | -                  | -           | -           | -           | 18     | 0      |
| 2009-2010          | Lecco              | 1D                 | 29         | 4          | CI-LP           | 3               | 1               | -                  | -                  | -                  | -           | -           | -           | 32     | 5      |
| 2010-2011          | Foggia             | 1D                 | 33         | 20         | CI-LP           | 6               | 3               | -                  | -                  | -                  | -           | -           | -           | 39     | 23     |
| 2011-2012          | Juve Stabia        | B                  | 36         | 21         | CI              | 0               | 0               | -                  | -                  | -                  | -           | -           | -           | 36     | 21     |
| 2012-2013          | Cagliari           | A                  | 30         | 12         | CI              | 0               | 0               | -                  | -                  | -                  | -           | -           | -           | 30     | 12     |
| 2013-2014          | Cagliari           | A                  | 30         | 6          | CI              | 1               | 0               | -                  | -                  | -                  | -           | -           | -           | 31     | 6      |
| 2014-2015          | Cagliari           | A                  | 28         | 7          | CI              | 2               | 2               | -                  | -                  | -                  | -           | -           | -           | 30     | 9      |
| 2015-2016          | Cagliari           | B                  | 28         | 10         | CI              | 3               | 1               | -                  | -                  | -                  | -           | -           | -           | 31     | 11     |
| 2016-2017          | Cagliari           | A                  | 34         | 7          | CI              | 1               | 1               | -                  | -                  | -                  | -           | -           | -           | 35     | 8      |
| 2017-2018          | Cagliari           | A                  | 29         | 2          | CI              | 1               | 0               | -                  | -                  | -                  | -           | -           | -           | 30     | 2      |
| 2018-gen. 2019     | Cagliari           | A                  | 14         | 1          | CI              | 1               | 0               | -                  | -                  | -                  | -           | -           | -           | 15     | 1      |
| Totale Cagliari    | Totale Cagliari    | Totale Cagliari    | 193        | 45         |                 | 9               | 4               |                    | -                  | -                  |             | -           | -           | 202    | 49     |
| gen.-giu. 2019     | Sampdoria          | A                  | 5          | 0          | CI              | 0               | 0               | -                  | -                  | -                  | -           | -           | -           | 5      | 0      |
| 2019-2020          | Benevento          | B                  | 31         | 13         | CI              | 1               | 0               | -                  | -                  | -                  | -           | -           | -           | 32     | 13     |
| 2020-2021          | Benevento          | A                  | 24         | 4          | CI              | 1               | 0               | -                  | -                  | -                  | -           | -           | -           | 25     | 4      |
| 2021-2022          | Benevento          | B                  | 12         | 1          | CI              | 2               | 0               | -                  | -                  | -                  | -           | -           | -           | 14     | 1      |
| Totale Benevento   | Totale Benevento   | Totale Benevento   | 67         | 18         |                 | 4               | 0               |                    | -                  | -                  |             | -           | -           | 71     | 18     |
| feb.-giu. 2023     | Feralpisalò        | C                  | 5          | 0          | CI-C            | 0               | 0               | -                  | -                  | -                  | SC-C        | 0           | 0           | 5      | 0      |
| 2023-2024          | Feralpisalò        | B                  | 11         | 1          | CI              | 2               | 0               | -                  | -                  | -                  | -           | -           | -           | 13     | 1      |
| Totale Feralpisalò | Totale Feralpisalò | Totale Feralpisalò | 16         | 1          |                 | 2               | 0               |                    | -                  | -                  |             | 0           | 0           | 18     | 1      |
| Totale carriera    | Totale carriera    | Totale carriera    | 428        | 119        |                 | 25              | 9               |                    | -                  | -                  |             | 0           | 0           | 453    | 128    |

### Cronologia presenze e reti in nazionale
| Cronologia completa delle presenze e delle reti in nazionale ― Italia | Cronologia completa delle presenze e delle reti in nazionale ― Italia | Cronologia completa delle presenze e delle reti in nazionale ― Italia | Cronologia completa delle presenze e delle reti in nazionale ― Italia | Cronologia completa delle presenze e delle reti in nazionale ― Italia | Cronologia completa delle presenze e delle reti in nazionale ― Italia | Cronologia completa delle presenze e delle reti in nazionale ― Italia | Cronologia completa delle presenze e delle reti in nazionale ― Italia |
| Data                                                                  | Città                                                                 | In casa                                                               | Risultato                                                             | Ospiti                                                                | Competizione                                                          | Reti                                                                  | Note                                                                  |
| --------------------------------------------------------------------- | --------------------------------------------------------------------- | --------------------------------------------------------------------- | --------------------------------------------------------------------- | --------------------------------------------------------------------- | --------------------------------------------------------------------- | --------------------------------------------------------------------- | --------------------------------------------------------------------- |
| 31-5-2013                                                             | Bologna                                                               | Italia                                                                | 4 – 0                                                                 | San Marino                                                            | Amichevole                                                            | -                                                                     | 49’                                                                   |
| Totale                                                                |                                                                       | Presenze                                                              | 1                                                                     |                                                                       | Reti                                                                  | 0                                                                     |                                                                       |

## Palmarès

### Club

#### Competizioni nazionali
- Campionato italiano di Serie B: 2

Cagliari: 2015-2016
Benevento: 2019-2020
- Serie C: 1

Feralpisalò: 2022-2023 (Girone A)